# حقوق الإنسان في بوركينا فاسو
حقوق الإنسان في بوركينا فاسو، مُدرجة في دستورها الذي أُقرّ في عام 1991. أشار تقرير حقوق الإنسان لعام 2009 الصادر عن وزارة الخارجية الأمريكية إلى مخاوف بشأن القيود المفروضة على الصحافة وعمل النظام القضائي. وصفت هيومان رايتس ووتش في تقريرها لعام 2021 أوضاع حقوق الإنسان في بوركينا فاسو بأنها «محفوفة بالمخاطر» في ضوء العنف المستمر الذي يرتكبه الإسلاميون وقوات الأمن الحكومية والميليشيات الموالية للحكومة.

## استجابة الدستور والتشريعات
جرت الموافقة على دستور بوركينا فاسو في عام 1991، وتضمن الحريات المدنية الأساسية للشعب. وافقت الحكومة أيضًا على العديد من معاهدات الأمم المتحدة مثل العهد الدولي الخاص بالحقوق المدنية والسياسية واتفاقية القضاء على جميع أشكال التمييز ضد المرأة.
بدأت الحكومة تحقيقات في انتهاكات حقوق الإنسان التي يُزعم أنها ارتُكبت باسمها، بما في ذلك مقتل أكثر من 200 رجل في جيبو يُعتقد أنها نتجت عن قوات الأمن الموالية للحكومة، على الرغم من قلة المعلومات المقدمة حول نتائج هذه التحقيقات. أُسست مديرية القضاء العسكري للتحقيق في الجرائم التي ارتكبتها القوات الحكومية، لكنها تعاني من نقص شديد في التمويل.
أطلقت حكومة بوركينا فاسو سراح 1200 محتجز بعد جائحة كوفيد-19 لمنع انتشاره في السجون. وسّعت الحكومة نطاق توفير التعلم من خلال الإذاعة والتلفزيون ومنصات الإنترنت في ضوء إغلاق المدارس لمنع انتشار فيروس كورونا. بُذلت جهود لفرض مزيد من الأمن في مدارس البلاد لحمايتها من هجمات الإسلاميين.

## المسائل

### القوات الحكومية
أشارت منظمة العفو الدولية إلى بواعث قلق بشأن الاعتقال التعسفي للمتظاهرين، وعدم احترام مبدأ الإجراءات القانونية الواجبة. ورد في مارس 2020 أن قوات الأمن الحكومية قد أعدمت 23 شخصًا في سيزا، وقُتل في الشهر الذي تلاه 31 محتجزًا بعد ساعات من اعتقالهم خلال عملية لمكافحة الإرهاب في جيبو. عُثر في مايو 2020 على 12 رجلًا ميتًا في زنازينهم بعد أن اعتقلهم الدرك في تانوالبوغو، وورد أنهم أُردوا بالرصاص. ورد أيضًا أن قوات الأمن قد أساءت جسديًا إلى اللاجئين الماليين الذين يبحثون عن مأوى في بوركينا فاسو تحت ستار البحث عن الإرهابيين الإسلاميين في مخيمات اللاجئين في البلاد.

### الميليشيات
انتشرت الميليشيات في بوريكنا فاسو بشكل دائم، وعُرفت محليًا باسم كوغلويوغو الموالية للحكومة. أثيرت مخاوف حول تنفيذ الميليشيات، المؤلفة بشكل كبير من مجموعة موسي العرقية لفظائع، بما في ذلك مذبحة أربعين رجلًا في ييرغو في عام 2019. أدرج التشريع الذي أقرته حكومة بوركينا فاسو في يناير 2020 الكوغلويوغو كمتطوعين فيما يسمى الدفاع الوطني، والذين يتلقون دعمًا وتدريبًا حكوميًا رسميًا. اتُّهم لاحقًا أعضاء من الدفاع الوطني بقتل 19 رجلًا بالقرب من مانجا هين في فبراير 2020، والهجمات على قرى الفولاتي في ياتينجا، ما أدى إلى مقتل 43 شخصًا.
اتُهمت قوات بوركينا فاسو- على الصعيد الدولي- أيضًا بارتكاب عمليات قتل خارج نطاق القضاء لما لا يقل عن 50 شخصًا في مناوشات عبر الحدود في مالي في عام 2020.

### الإسلاميون
ساد تمرد إسلامي في البلاد، مع تبرير المتمردين للهجمات ضد المواطنين من خلال ربط الضحايا بالحكومة والميليشيات المسلحة والغرب والمسيحية. ارتُكبت مذابح بحق الجماعتين العرقيتين الموسي والفولسي، ما أسفر عن مقتل 35 شخصًا في أربيندا في ديسمبر 2019، ومقتل 90 قرويًا خلال هجمات منفصلة على روفينيجا وناغراوغو وسيلجادجي في يناير 2020، ومقتل أكثر من 40 قرويًا في هجمات على لامدامول وبانسي في فبراير 2020.
استخدمت الجماعات الإسلامية أيضًا أجهزة متفجرة محسنة لاستهداف الضحايا. شاع الاختطاف أيضًا، إذ اختُطف في يوليو 2020 زعيم قرية نصومبو واحتجز لمدة شهرين، بينما أُعدم في أغسطس 2020 إمام جيبو الأكبر سونيبو سيسي، بعد أيام من اختطافه.
استهدف الإسلاميون المدارس في بوركينا فاسو. أُحرق ونُهب ما لا يقل عن أربعين مدرسة بين يناير وأغسطس 2020، وقتل مدرسون وضربوا وخطفوا وتعرضوا للسرقة والتهديد. أُغلقت حوالي 2500 مدرسة بسبب الهجمات الإسلامية والمخاوف المتعلقة بسلامة الطلاب، مما أثر على 350 ألف طالب، وذلك قبل إغلاق جميع المدارس في بوركينا فاسو بسبب جائحة كوفيد-19.